# Briqueterie (Cameroun)
Pour les articles homonymes, voir Briqueterie.
 (juillet 2021).
Briqueterie est une localité de l'Est du Cameroun situé dans le département de Lom et Djerem. 
Elle se trouve plus précisément dans l'arrondissement de Bertoua II et le quartier de Bertoua-ville.

## Population
En 2005, le village de Briqueterie comptait 2 549 habitants dont : 1 368 hommes et 1 181 femmes.